# الرقيعات
الرقيعات منطقة سكنية وزراعية ليبية تقع جنوب طرابلس على مشارف بلدة قصر بن غشير شمالاً،وحتى جبل غريان جنوبا ومن حدود منطقة العزيزية غَرباً إلى حدود سوق الخميس والختنة شرقا. يصل عدد سكانها إلى حوالي 20000 نسمة.
تعتبر بلدة اسبيعة عائلة ساسي مركز المنطقة والعاصمة الإدارية لها. وهي تقع على بعد اقل من اربعين كيلو متر إلى الجنوب من طرابلس وطبيعة أرض الرقيعات سهلية خصبة في معظم أرجاءها، ويشتهر سكانها بالنشاط الزراعي والرعوي.
من معالم الرقيعات الطبيعية وادي الهَيـرة وسد وادي غان، وبها مشروع الهيرة الزراعي ومشروع الهيرة للدواجن والأبقار ومجمع 47 الصناعي.

## معارك ضد الاحتلال الإيطالي
- معركة سيدي أبو عرقوب (13 مايو 1915)
- معركة سيدي أبو عرقوب الثانية (31 يناير 1923)

## خدمات
يوجد بالمنطقة عدد من المؤسسات، منها :-
- المعهد العالي للطيران المدني (وهو الوحيد في ليبيا)[بحاجة لمصدر]
- المعهد العالي للسلامة المهنية
- مستشفي علي عمر عسكر لجراحة المخ والأعصاب
- مستوصف اسبيعة
- المعهد العالي للمهن الطبية
- شركة الإنماء لاستخلاص وتكرير الزيوت النباتية
- مجمع الهيرة الإنتاجي للدواجن والأبقار

### المجمع الصناعي إسبيعة
يعتبر المجمع الصناعي إسبيعة أحد المؤسسات الصناعية الرائدة في مجال الصناعات الميكانيكية في ليبيا.
خصص للمجمع رقعة أرض مساحتها 40 هكتار مسيج داخل أسوار منها 15 هكتار مسقوف يضم الوحدات الإنتاجية المتمثلة في الورش الصناعية وباقي المساحة متمثل في الوحدات الخدمية كوحدات توليد الطاقة ومحطات تحلية المياه الصناعية ومحطات الوقود بالإضافة إلى الطرق ومواقف السيارات كما توجد به قرية سكنية للعاملين بالمجمع مكونة من 100 مسكني يحتوي المجمع الصناعي إسبيعة على أكثر من 2000 آلة ومعدة صناعية موزعة على أربع ورش إنتاجية.

## شخصيات من المنطقة
- علي الرقيعي (1934 - 1966) من روّاد الشعر الحديث في ليبيا